# Xavier García (vaterpolist)
Xavier García (Barcelona, 5. siječnja 1984.), hrvatski vaterpolist, igrač dubrovačkog Juga (prije riječkog Primorja). Igra na poziciji lijevog krila, visok je 198 cm i težak 95 kg. Vaterpolom se bavi od 1990., a nastupa za španjolsku reprezentaciju od 1999. Godine 2013. nakon što nije dobio poziv španjolskog izbornika za SP uzeo je hrvatsko državljanstvo i ostavio mogućnost da će jednog dana zaigrati za Hrvatsku. Nastupio je za Hrvatsku na Olimpijskim Igrama u Rio de Janeiru i kasnije. 
Klupski uspjesi
- Liga prvaka: 2016.[3]
- Kup kralja (Španjolska): 2002., 2003., 2007., 2008., 2009., 2010.
- španjolska liga: 2002., 2004., 2005., 2007., 2008., 2009., 2010.
- španjolski superkup: 2006., 2007., 2008., 2009.
- Kup LEN: 2004.
- Hrvatski kup: 2012.
- Jadranska liga: 2013.

## Vanjske poveznice
- Kapetan dubrovačkog Juga i hrvatski vaterpolski reprezentativac spreman za novo slavlje: Ako budemo prvaci, na Stradunu ćemo pjevati i ja, i moja djeca...